# Almas Tower
L'Almas Tower (in arabo: برج الماس Diamond Tower) è un grattacielo di Dubai negli Emirati Arabi Uniti.

## Caratteristiche
La costruzione dell'edificio è iniziata nei primi mesi del 2005 ed è stata completata nel 2009 con l'installazione degli ultimi pannelli di rivestimento in cima alla torre. L'edificio superò i 360 metri nel 2008, diventando il terzo edificio più alto in Dubai, dopo l'Emirates Park Towers e il Burj Khalifa. L'Almas Tower dispone di 74 piani, 70 dei quali sono dedicati ad attività commerciali i restanti quattro sono di servizio.
La torre si trova su un'isola artificiale appositamente costruita, nel centro della JLT Free Zone ed è il più alto edificio del distretto. È stato progettato da Atkins Middle East, che ha progettato la maggior parte degli edifici della JLT Free Zone. La torre è stata costruita dalla giapponese Taisei Corporation in una joint venture con ACC (Arabian Construction Co.) vincendo l'appalto promosso da Nakheel Properties il 16 luglio 2005.

## Inquilini
Dubai Multi Commodities Centre (DMCC), la società proprietaria della torre, fu il primo occupante dello stabile trasferendovi i propri uffici insieme al Dubai Diamond Exchange. All'interno dell'edificio vi sono anche il Dubai Gems Club, il Dubai Pearl Exchange, gli uffici della Kimberley Process Certifications e l'accesso a numerose agenzie portavalori come Brinks and Transguard. All'interno del grattacielo vengono lavorati, tagliati e venduti diamanti e per questo sono installati i più moderni ed efficienti sistemi di sicurezza.